# لايتون أبيل
لايتون أبيل هو سياسي أمريكي، ولد في 22 فبراير 1900، وتوفي في 23 أبريل 1975. نشط حزبياً في الحزب الجمهوري. وقد انتخب عضو مجلس نواب ولاية آيوا ‏.